# Jaderberg (Naturschutzgebiet)
Jaderberg ist der Name eines Naturschutzgebietes in der niedersächsischen Gemeinde Jade im Landkreis Wesermarsch.
Das Naturschutzgebiet mit dem Kennzeichen NSG WE 094 ist 18,5 Hektar groß. Es grenzt nach Norden und Osten an das Landschaftsschutzgebiet „Jader Moormarsch“. Das Gebiet steht seit dem 12. April 1980 unter Naturschutz. Zuständige untere Naturschutzbehörde ist der Landkreis Wesermarsch.
Das Naturschutzgebiet befindet sich nordöstlich des Ortes Jaderberg. Es dient dem Schutz einer Graureiherkolonie, die sich seit mindestens 50 Jahren in den Baumkronen eines Gehölzes befindet.